# Вайтс-Лендінг (Огайо)
Вайтс-Лендінг (англ. Whites Landing) — переписна місцевість (CDP) в США, в округах Ері і Сендаскі штату Огайо. Населення — 350 осіб (2020).

## Географія
Вайтс-Лендінг розташований за координатами 41°25′51″ пн. ш. 82°53′41″ зх. д. / 41.43083° пн. ш. 82.89472° зх. д. (41.430920, -82.894750).  За даними Бюро перепису населення США в 2010 році переписна місцевість мала площу 0,76 км², з яких 0,76 км² — суходіл та 0,00 км² — водойми.

## Демографія
Згідно з переписом 2010 року, у переписній місцевості мешкало 375 осіб у 147 домогосподарствах у складі 97 родин. Густота населення становила 493 особи/км².  Було 225 помешкань (296/км²).
Расовий склад населення:
| - 93,9 % — білих - 2,1 % — корінних американців - 0,8 % — чорних або афроамериканців - 0,3 % — вихідців з тихоокеанських островів - 0,3 % — азіатів |

До двох чи більше рас належало 2,7 %. Частка іспаномовних становила 2,4 % від усіх жителів.
За віковим діапазоном населення розподілялося таким чином: 21,9 % — особи молодші 18 років, 66,9 % — особи у віці 18—64 років, 11,2 % — особи у віці 65 років та старші. Медіана віку мешканця становила 43,5 року. На 100 осіб жіночої статі у переписній місцевості припадало 115,5 чоловіків;  на 100 жінок у віці від 18 років та старших — 122,0 чоловіків також старших 18 років.
Середній дохід на одне домашнє господарство  становив 76 546 доларів США (медіана — 67 203), а середній дохід на одну сім'ю — 80 147 доларів (медіана — 67 394). Медіана доходів становила 52 120 доларів для чоловіків та 36 004 долари для жінок. 
Цивільне працевлаштоване населення становило 170 осіб. Основні галузі зайнятості: виробництво — 52,9 %, сільське господарство, лісництво, риболовля — 19,4 %, освіта, охорона здоров'я та соціальна допомога — 14,1 %, будівництво — 13,5 %.